# Coca zero
Coca zero è un singolo del gruppo musicale italiano Pinguini Tattici Nucleari, pubblicato il 31 marzo 2023 come primo estratto dalla riedizione digitale del quinto album in studio Fake News.

## Descrizione
Il brano è scritto e composto da Enrico Brun, Giorgio Pesenti e Riccardo Zanotti. Quest'ultimo ha raccontato il suo significato:
(Riccardo Zanotti)
Nel testo vengono citati alcuni personaggi famosi e dei loro aforismi, tra cui Simone Pillon, Cristo e Jamal Khashoggi.

## Accoglienza
Coca zero ha ottenuto recensioni miste da parte della critica specializzata. Claudio Cabona di Rockol lo ha descritto musicalmente «rock sul finale, intervallata da frammenti dal sapore quasi hip ho», trovando la band «meno pop» rispetto ai precedenti progetti. Cabona rimane particolarmente colpito dai temi affrontati, che si sviluppano «dalla sostenibilità, al gender, alla religione», e dalla capacità di interrogarsi «sulla modalità in cui le diverse generazioni si confrontano sui temi di oggi, di ieri e di domani». Gabriele Fazio dell'Agenzia Giornalistica Italia riscontra nel brano «un testo costruito su incastri accattivanti» in cui la band canta per «mostrarci i colori sgargianti di questo mondo che si rivoluziona giorno dopo giorno davanti agli occhi».
Meno entusiasta la recensione di Fabio Fiume per All Music Italia, il quale ha assegnato un punteggio di 5 su 10 a Coca zero, sottolineando che sebbene il testo risulti «intelligente» il messaggio risulti «confuso in mezzo a suoni che l’opprimono» e l'arrangiamento non convincente.

## Video musicale
Il videoclip del brano, diretto dagli YouNuts! e girato a Cinecittà World, è stato pubblicato il 28 aprile 2023 attraverso il canale YouTube del gruppo musicale. La band ha raccontato la nascita del video:

## Tracce
Testi di Riccardo Zanotti, musiche di Enrico Brun, Riccardo Zanotti e Giorgio Pesenti.
1. Coca zero – 3:23

## Classifiche

### Classifiche settimanali
| Classifica (2023) | Posizione massima |
| ----------------- | ----------------- |
| Italia            | 20                |

### Classifiche di fine anno
| Classifica (2023) | Posizione |
| ----------------- | --------- |
| Italia            | 70        |